# مايك والتر
ماريوس والتر الشهير باسم مايك والتر (5 مايو 1925 في كارفين) (بالإنجليزية: Maik Walter)‏ لاعب كرة قدم فرنسي ذو أصول بولندية معتزل كان يجيد اللعب في مركز المهاجم . ساهم في تتويج نادي ليل ببطولة دوري الدرجة الأولى موسم 1945-1946 واحتلال المركز الثاني في بطولة كأس فرنسا موسم 1948-1949 . شارك في مباراتين دوليتين مع منتخب فرنسا في 11 ديسمبر 1949 و4 يونيو 1950 .

## وصلات خارجية
- مايك والتر على موقع قاعدة بيانات كرة القدم.إي يو (الإنجليزية)
- مايك والتر على موقع ليكيب (الفرنسية)
- مايك والتر على موقع ناشيونال فوتبول تيمز (الإنجليزية)
- مايك والتر على موقع عالم كرة القدم.نت (الإنجليزية)